# Schizodon scotorhabdotus
Schizodon scotorhabdotus es una especie de peces de la familia Anostomidae en el orden de los Characiformes.

## Morfología
Los machos pueden llegar alcanzar los 27,1 cm de longitud total.
- Número de  vértebras: 40-42.[1][2]

## Alimentación
Es herbívoro.

## Hábitat
Es un pez de agua dulce y de clima tropical.

## Distribución geográfica
Se encuentran en Sudamérica:  cuenca del río Orinoco en Venezuela y Colombia.